# لئونید پوپوف
لئونید پوپوف (به انگلیسی: Leonid Popov) فضانورد اهل اتحاد شوروی است که در ۳۱ اوت ۱۹۴۵ در اولکساندریا زاده شد. وی در مأموریت سایوز ۳۵، سایوز ۴۰، سایوز تی-۷ حضور داشته‌است.